# کارد و چنگال

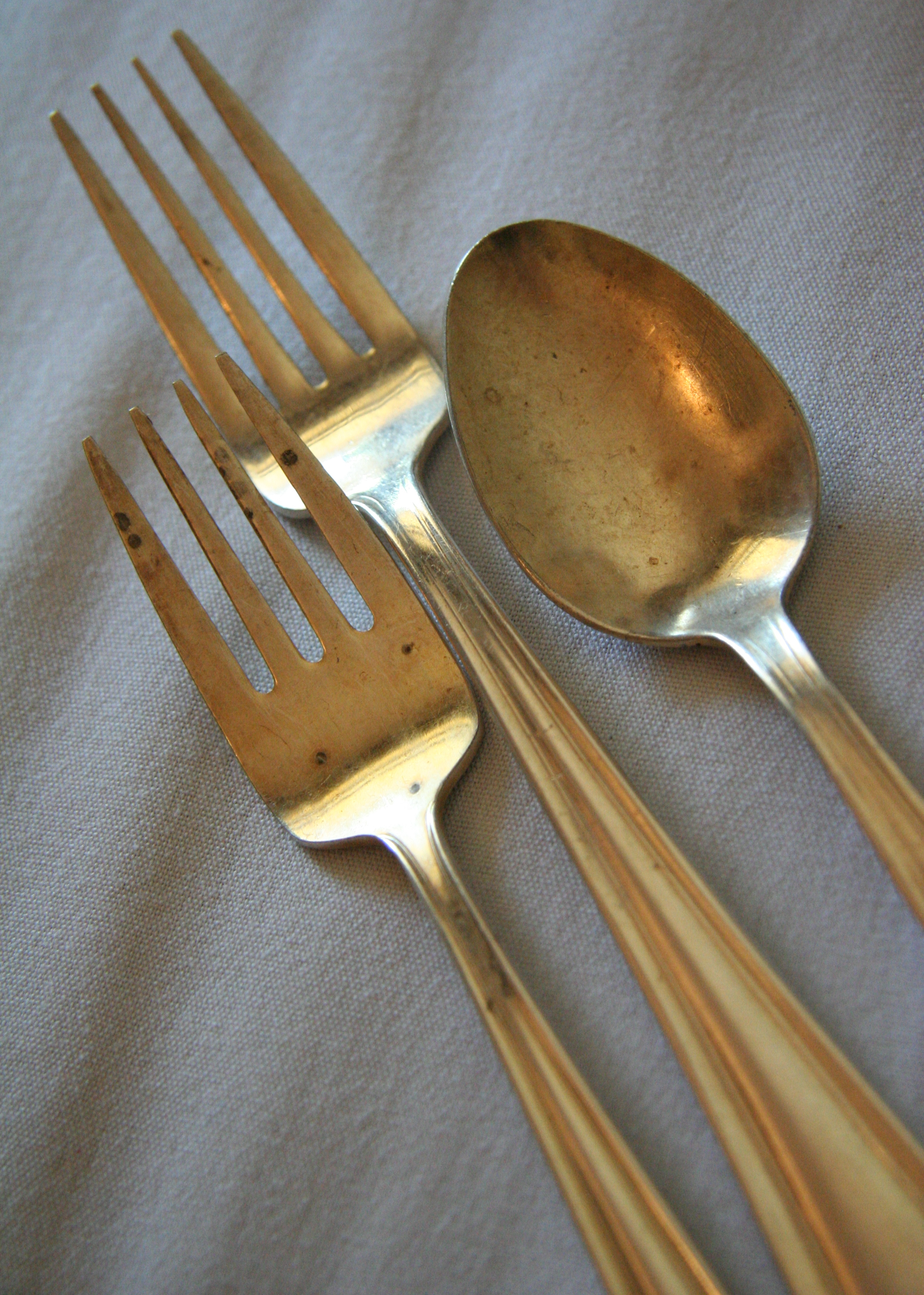
قاشق و چنگال‌های نقره‌ای

کارد و چنگال (انگلیسی: Cutlery) یک نوع سیستم ابزاری غذاخوری غربی است که از کارد، چنگال و قاشق برای خوردن خوراک استفاده می‌شود. واژه cutler از کلمه قدیمی فرانسوی coutelier اخذ شده و به معنای چاقو است.